# Hieracium braunianum
Hieracium braunianum es una especie de planta con flor del género Hieracium, de la familia Asteraceae, orden Asterales.

## Distribución
Hieracium braunianum se distribuye por Suiza e Italia.

## Taxonomía
Fue descrita científicamente por Chenev. & Zahn. Fue publicada en Annuaire Conserv. Jard. Bot. Genève 9: 52 (1905).